# Antidesma orthogyne
Antidesma orthogyne är en emblikaväxtart som först beskrevs av Joseph Dalton Hooker, och fick sitt nu gällande namn av Airy Shaw. Antidesma orthogyne ingår i släktet Antidesma och familjen emblikaväxter. Inga underarter finns listade i Catalogue of Life.